# Havrîlivka, Vîșhorod
Havrîlivka (în ucraineană Гаврилівка) este localitatea de reședință a comunei Havrîlivka din raionul Vîșhorod, regiunea Kiev, Ucraina.

## Demografie
Componența lingvistică a localității Havrîlivka
     Ucraineană (95,11%)
     Rusă (4,44%)
     Alte limbi (0,36%)
Conform recensământului din 2001, majoritatea populației localității Havrîlivka era vorbitoare de ucraineană (95,11%), existând în minoritate și vorbitori de rusă (4,44%).

## Galerie

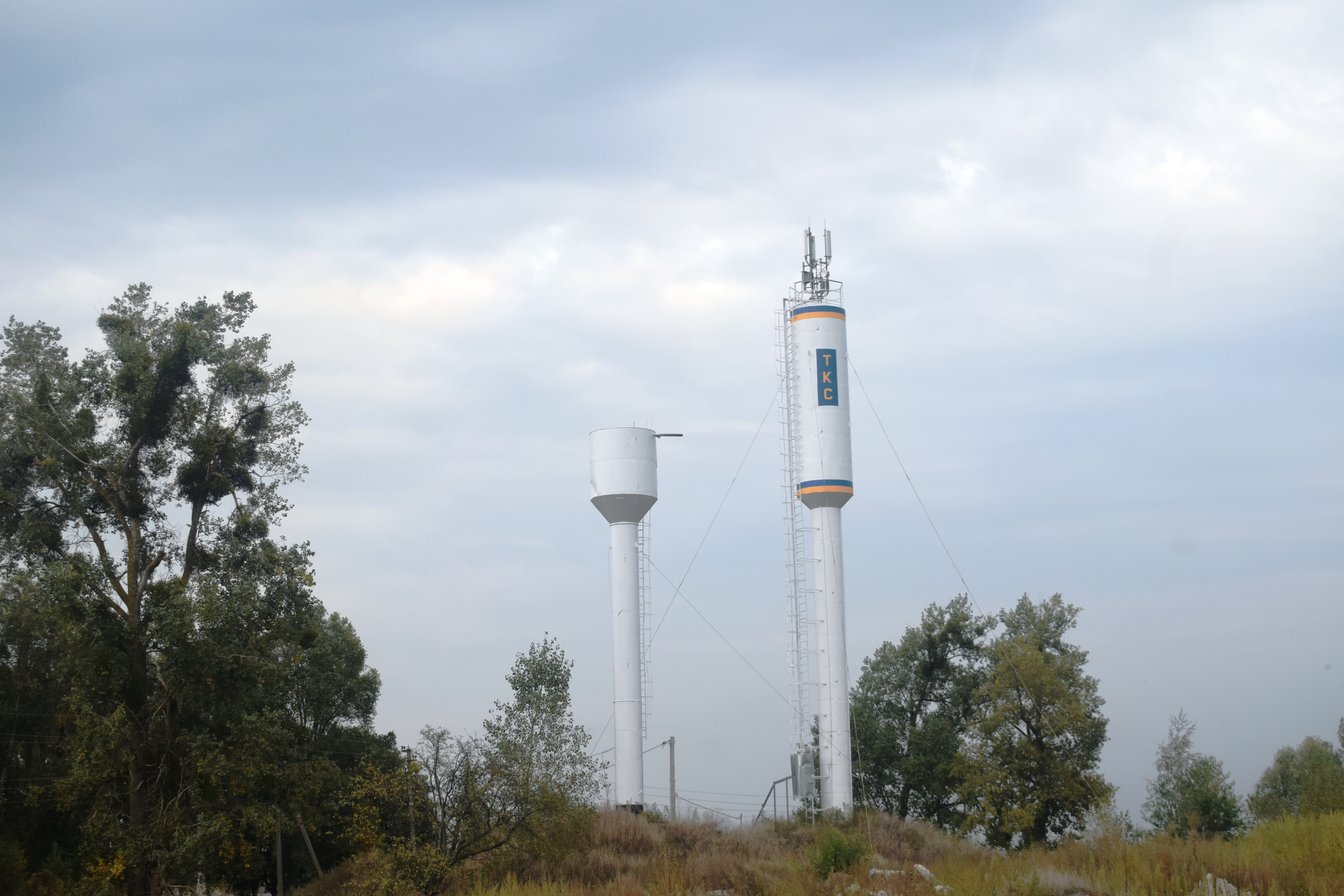
Turnuri de apă
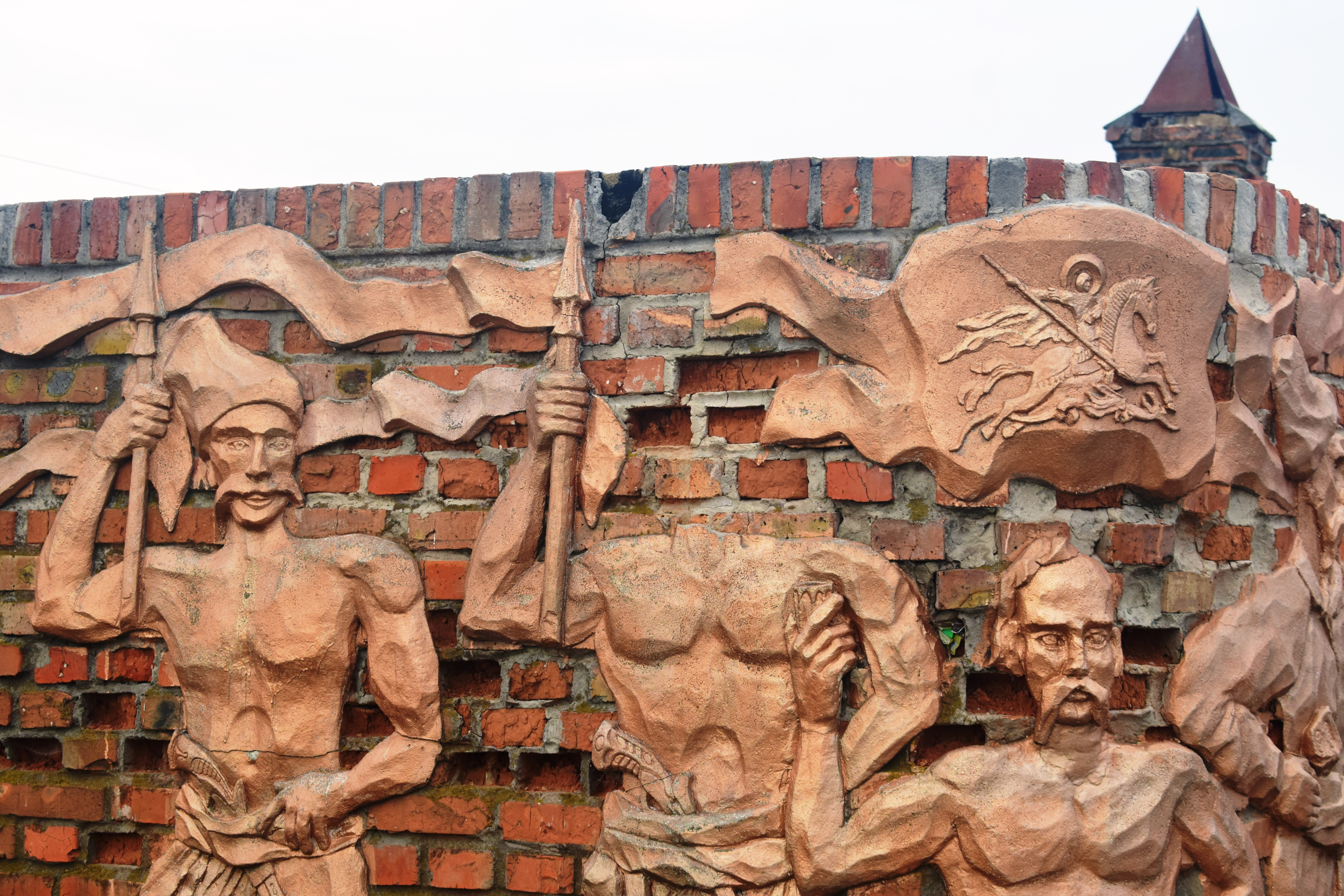
Stuc la stația de autobuz
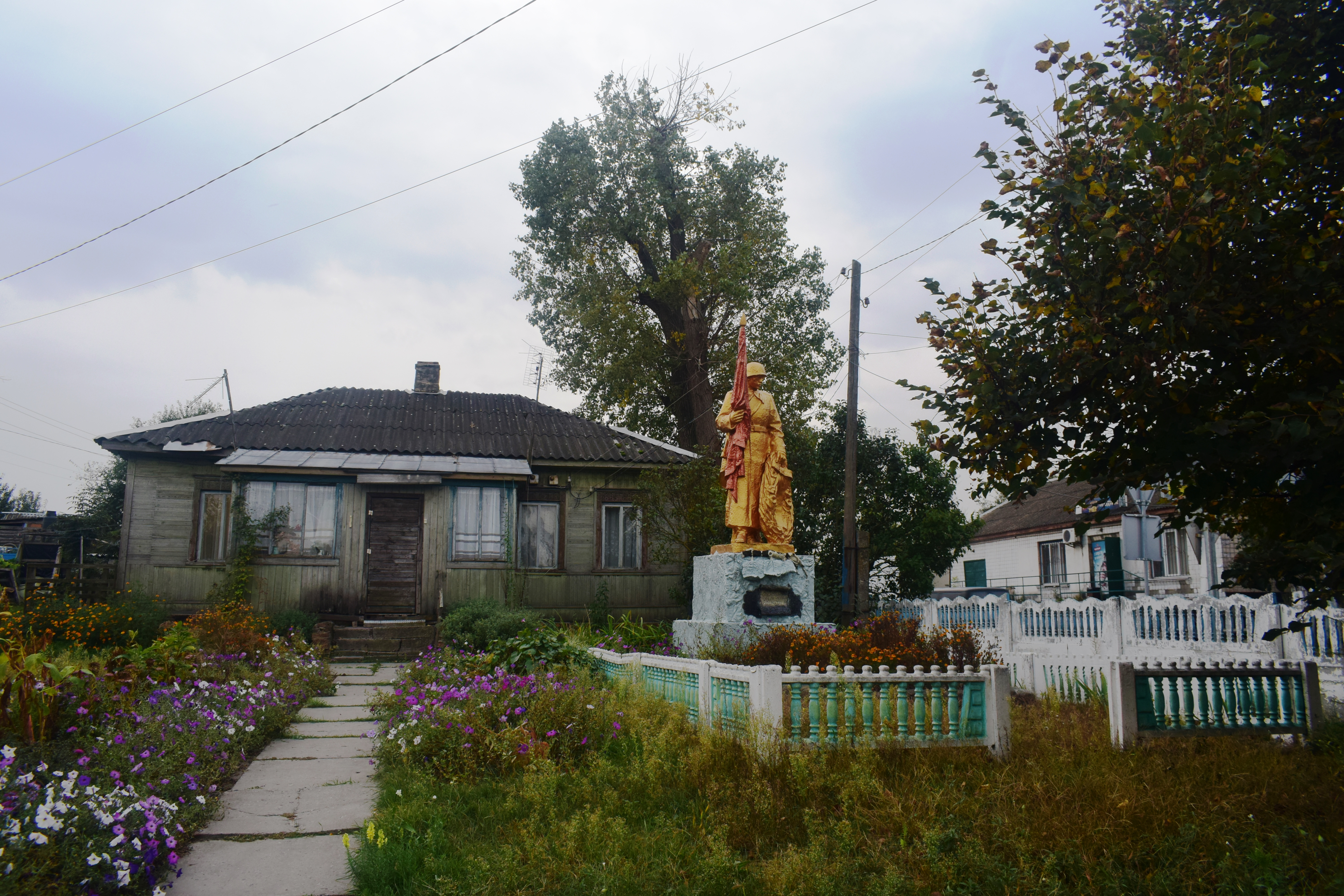
Mormânt comun al soldaților sovietici din vechiul consiliu al satului
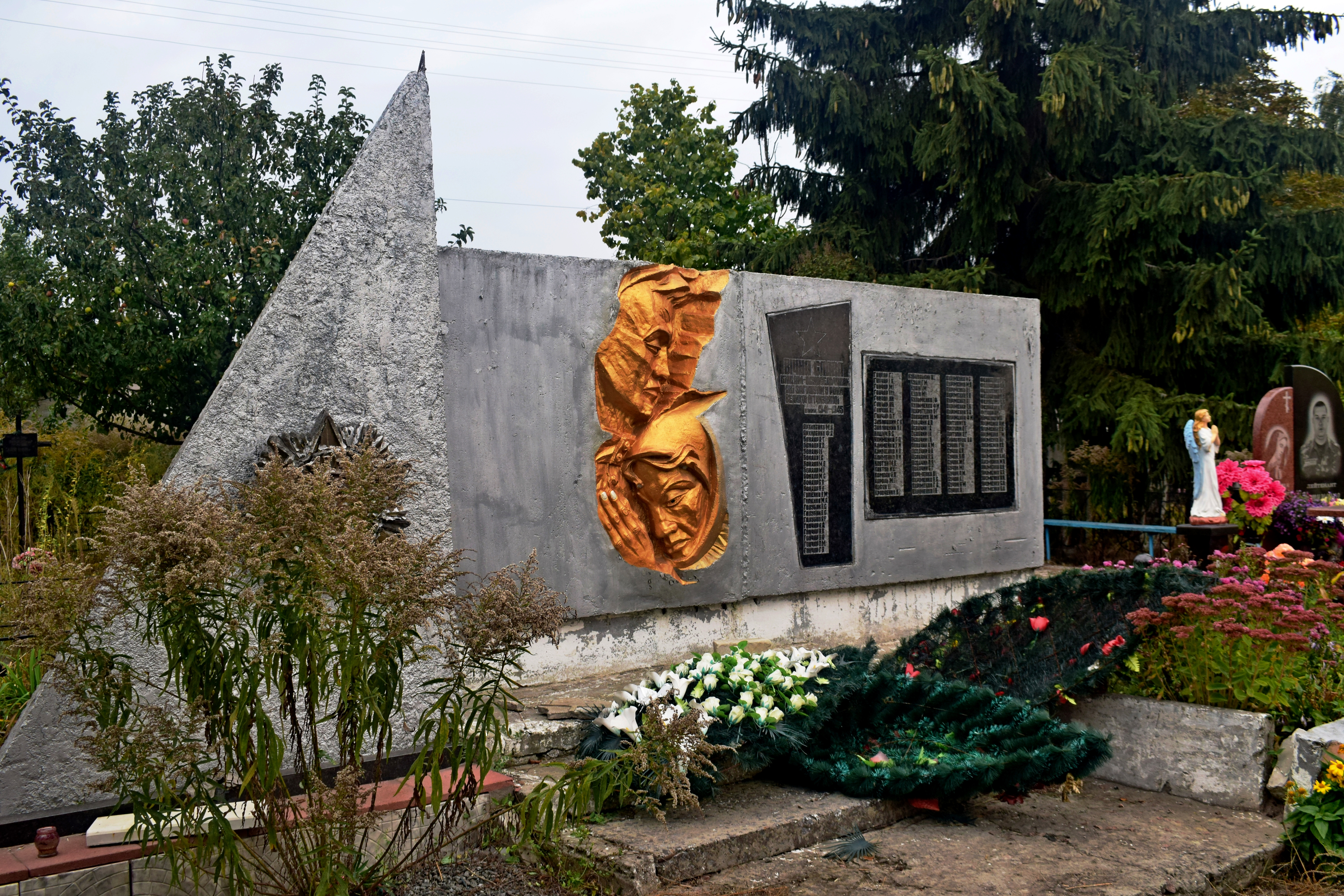
Monument pentru semeni
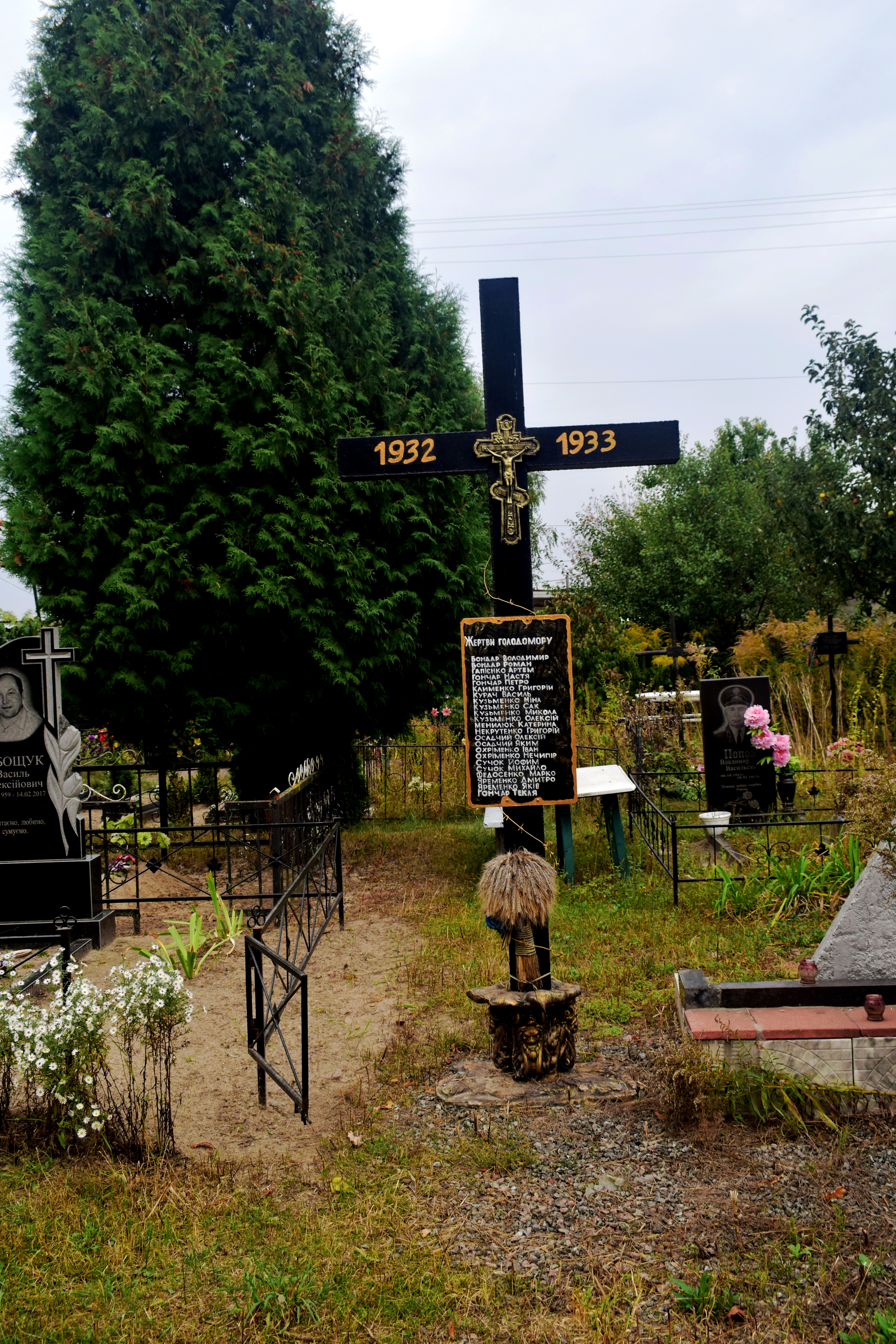
Semn memorial victimelor Holodomorului